# Jean Haust
Jean Haust, né le 10 février 1868 à Verviers et mort le 24 novembre 1946, est un linguiste belge, professeur à l'université de Liège et militant wallon. Il est notamment l'auteur d'un dictionnaire de wallon liégeois.

## Biographie

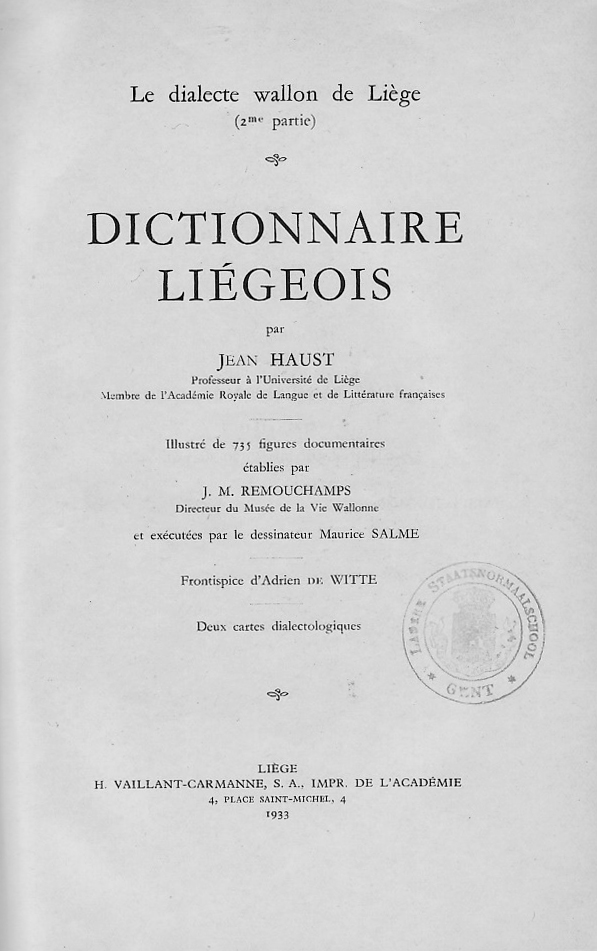
Frontispice du Dictionnaire liégeois.

Jean Haust nait dans un milieu modeste et est encore enfant quand meurt son père. Il poursuit néanmoins une scolarité brillante. En 1889, l'École normale des humanités, annexée à l'université de Liège, lui confère le titre d'agrégé en philologie classique. 
En 1892, il est nommé à l'athénée de Liège, où il enseigne le latin pendant près de 30 ans. Dès cette année, il publie, dans un recueil de Mélanges, une étude sur la phonétique et la morphologie des parlers du nord et du sud-est de la province de Liège. Il y inaugure une démarche à laquelle il restera fidèle toute sa vie : l'enquête de terrain, qui fournit une documentation sûre, abondante, inédite.
En 1897, il est élu membre de la
Société liégeoise de littérature wallonne, aujourd'hui
Société de langue et de littérature wallonnes. Il en devient le secrétaire en 1901. Il rompra en 1927, à la suite de mésententes.
En 1913, il contribue à la création du Musée de la vie wallonne, où son rôle sera longtemps prépondérant.
Le 18 août 1920, sur proposition de Jules Destrée, il est désigné par le roi pour faire partie de l'Académie royale de langue et de littérature françaises de Belgique qui vient d'être créée. La même année, toujours à la demande de Jules Destrée, il crée à l'université de Liège le premier cours d'études philologiques des dialectes wallons. Il y sera nommé professeur ordinaire en 1932, à l'âge de soixante-quatre ans.
Dès leur création, il fera partie également de la Commission royale de toponymie et dialectologie (1926) et de la Commission communale de l'histoire de l'ancien pays de Liège (1929).
C'est en 1921 qu'il entreprend son grand œuvre : l'élaboration d'un atlas linguistique de la Wallonie, sur le modèle de l'Atlas linguistique de la France de Jules Gilliéron. Il élabore et met en œuvre un questionnaire d'environ deux mille questions, qui sera la base de son ambitieuse enquête de terrain. Il publie quelques cartes, mais la mort, qui survient le 24 novembre 1946, interrompt son œuvre. Les travaux préparatoires continuent jusqu'en 1953, date à laquelle paraît le premier des vingt volumes prévus.  Il s'impliqua aussi dans le mouvement wallon signant divers textes notamment avec Albert Mockel, patronnant le Congrès culturel wallon de Charleroi en 1938 et devenant membre du comité de patronage du Congrès national wallon de 1945. L'Encyclopédie du Mouvement wallon lui consacre une importante notice en son tome II.

## Publications
- Les Parlers du nord et du sud-est de la province de Liège in Mélanges wallons offerts à Maurice Wilmotte (1920)
- Étymologies wallonnes et françaises (1923, prix Volney de l'Institut de France,lire en ligne (page consultée le 23/07/2011)])
- Le Toponyme ardennais fa (fè, fwè) (1937, Académie royale de langue et de littérature françaises)
- Édition critique d'un Médicinaire liégeois du XIIIe siècle et d'un Médicinaire namurois du XVe siècle (1941, ibid.)
- La Houillerie liégeoise : vocabulaire philologique et technologique de l'usage moderne dans le bassin de Seraing-Jemeppe-Flémalle (1925-1926)
- Triptyque consacré au dialecte wallon de Liège :
  - Dictionnaire des rimes (1927),
  - Dictionnaire liégeois (Vaillant-Carmanne, Liège, 1929-1933), prix de la langue-française 1938 de l’Académie française
  - Dictionnaire français-liégeois (posthume, 1948)

## Articles
- « L'étymologie de « Merchoul » ancien nom d'un ruisseau à Liège », Annuaire d'Histoire Liégeoise, t. I, no 4,‎ 1935-1936, p. 238-248, article no 20 (ISSN 0304-0771, OCLC 183358507)
- « Merchoul, Pilchoule et autres mots d'ancien liégeois », Annuaire d'Histoire Liégeoise, t. I, no 5,‎ 1937, p. 368-383, article no 27 (ISSN 0304-0771, OCLC 183358507)
- « Deux mots encore sur « Merchoul » », Annuaire d'Histoire Liégeoise, t. II, no 6,‎ 1938, p. 75-77, article no 34 (ISSN 0304-0771, OCLC 183358507)
- « Notes de toponymie liégeoise », Annuaire d'Histoire Liégeoise, t. II, no 7,‎ 1939, p. 145-160, article no 38 (ISSN 0304-0771, OCLC 183358507)
- « Notes de toponymie liégeoise (2e série) », Annuaire d'Histoire Liégeoise, t. II, no 8,‎ 1940, p. 316-337, article no 46 (ISSN 0304-0771, OCLC 183358507)
- « Pasquille liégeoise sur les femmes datant de 1700 (?) », Chronique archéologique du pays de Liège, t. XXXI, no [2],‎ avril-mai 1940, p. 33-36 (lire en ligne)
- « Qui connaît ce tableau de Proserpine? », Chronique archéologique du pays de Liège, t. XXXI, no [2],‎ avril-mai 1940, p. 36-37 (lire en ligne)
- « La plaisante histoire des « Bardes Liégeois ». Récréation philologique », Annuaire d'Histoire Liégeoise, t. II, no 9,‎ 1941, p. 503-506, article no 54 (ISSN 0304-0771, OCLC 183358507)
- « Notes de toponymie liégeoise (3e série) : Aux Tawes  (493-498). « Au Trez » (498-502) », Annuaire d'Histoire Liégeoise, t. II, no 9,‎ 1941, p. 493-502, article no 53 (ISSN 0304-0771, OCLC 183358507)
- « A propos des « Bardes Liégeois ». La fin d'une légende », Annuaire d'Histoire Liégeoise, t. III, no 11,‎ 1943, p. 118-124, article no 63 (ISSN 0304-0771, OCLC 183358507)
- « Gloses liégeoises », Annuaire d'Histoire Liégeoise, t. III, no 11,‎ 1943, p. 57-88, article no 59 (ISSN 0304-0771, OCLC 183358507)
- « Etymologie de « Cheratte », w. tchèrate », Annuaire d'Histoire Liégeoise, t. III, no 12,‎ 1944, p. 331-332, article no 66 (ISSN 0304-0771, OCLC 183358507)
- « Gloses liégeoises. II », Annuaire d'Histoire Liégeoise, t. III, no 12,‎ 1944, p. 333-364, article no 67 (ISSN 0304-0771, OCLC 183358507)
- « Gloses liégeoises. III », Annuaire d'Histoire Liégeoise, t. III, no 13,‎ 1945, p. 397-428, article no 71 (ISSN 0304-0771, OCLC 183358507)
- « Gloses liégeoises. IV », Annuaire d'Histoire Liégeoise, t. III, no 14,‎ 1946, p. 507-534, article no 77 (ISSN 0304-0771, OCLC 183358507)
- « Liége ou Liège », Annuaire d'Histoire Liégeoise, t. III, no 14,‎ 1946, p. 499-506, article no 76 (ISSN 0304-0771, OCLC 183358507)
- « Notes philologiques (concernant l'Hôpital Mostarde) », Annuaire d'Histoire Liégeoise, t. III, no 14,‎ 1946, p. 566-568, article no 79 (ISSN 0304-0771, OCLC 183358507)

## Distinction
- Grand officier de l'ordre de la Couronne en 1946.